# IC 4988
IC 4988 је ознака објекта на координатама са ректансцензијом 20h 21m 46,0s и деклинацијом - 69° 23" 27'. Открио га је Делајл Стјуарт, 24. септембра 1900. Каснијим посматрањима на том положају није уочен никакав астрономски објекат.